# Homosemion bennetti
Homosemion bennetti är en stekelart som beskrevs av Annecke 1967. Homosemion bennetti ingår i släktet Homosemion och familjen sköldlussteklar.
Artens utbredningsområde är Barbados. Inga underarter finns listade i Catalogue of Life.